# Seznam portugalských panovníků

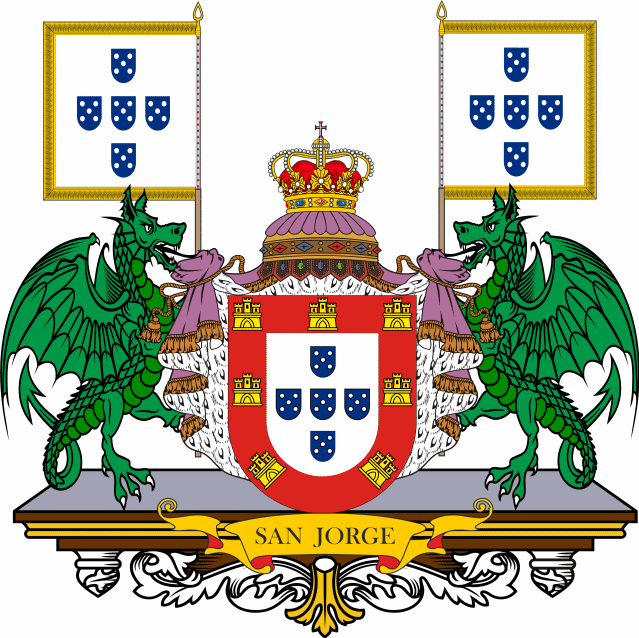
Znak Portugalského království a Algarve

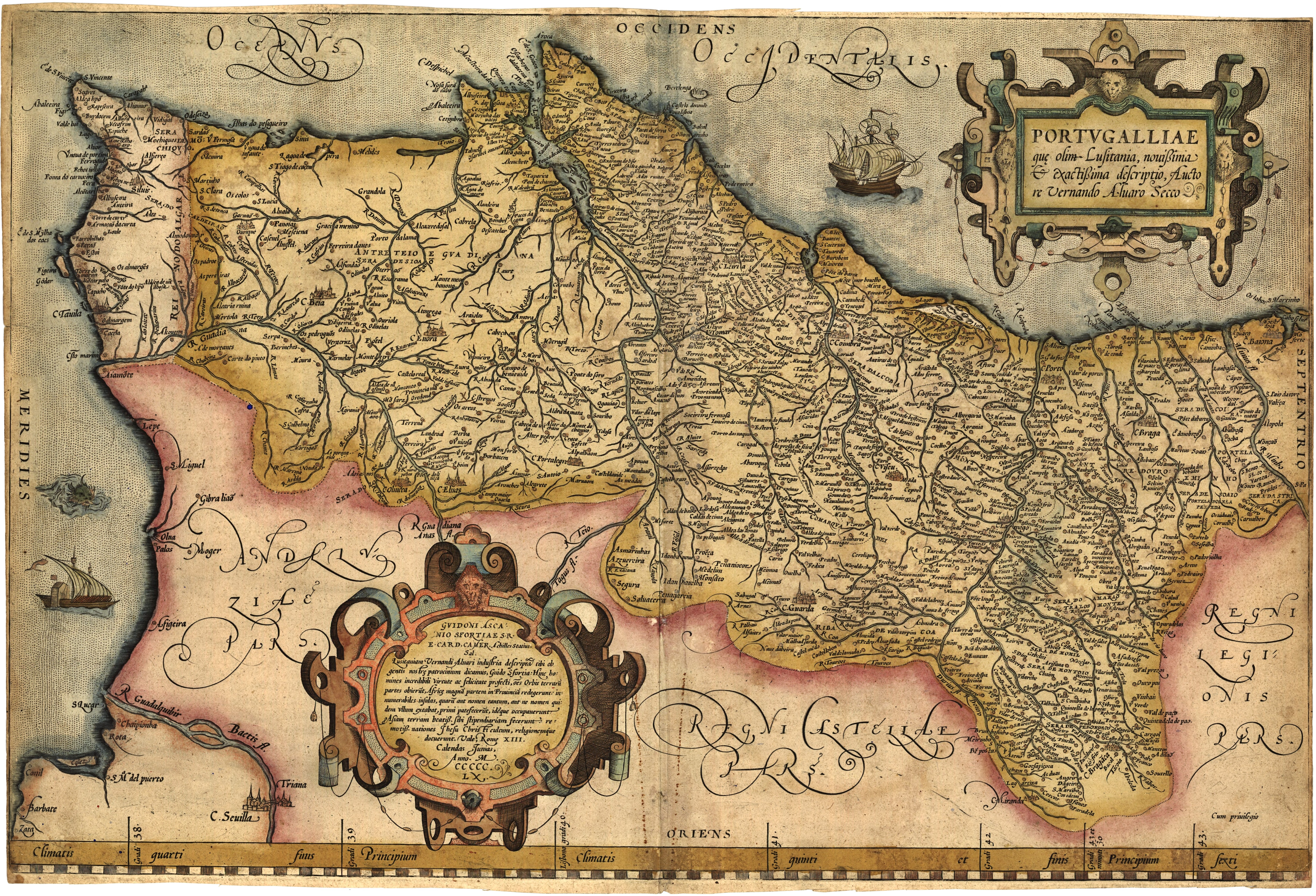
Portugalské království roku 1561

Seznam portugalských králů je přehledem panovníků Portugalského království, rozkládajícího se na Pyrenejském poloostrově od roku 1139, kdy se Portugalsko oddělilo od království Leónského a Alfons I. se stal prvním portugalským králem (papežem uznán roku 1143), do zániku monarchie 5. října 1910.
Na portugalském královském trůně se vystřídalo pět vládnoucích dynastií:
- Burgundští, Alfonsova dynastie (1139–1383/85)
- Avizové, Janova dynastie (1385–1580)
- Španělští Habsburkové, Filipova dynastie (1580–1640)
- Braganzové (1640–1853),
- Braganzsko-koburská dynastie, Braganza-Wettin (1853–1910)

Burgundští panovali v Portugalsku více než dvě století, poslední král Ferdinand I., který zemřel v roce 1383, měl však pouze dceru Beatrix, jejíž manžel kastilský král Jan I. nedokázal nárok na trůn obhájit.
Druhou vládnoucí portugalskou dynastií se stali Avizové, jejímž zakladatelem a prvním portugalským králem z této dynastie byl Jan I., nemanželský syn krále Petra I. Jejich dvě století trvající vládu ukončila dynastie Habsburská.
Předposlední portugalskou vládnoucí dynastií byli Braganzové, kteří v Portugalsku vládli od roku 1640 do roku 1853. Z této dynastie pocházely jediné dvě vládnoucí královny Marie I. a Marie II. Přes Marii II. jsou jejich potomky také králové z poslední dynastie Braganza-Sasko-Koburg-Gotha, kteří vládli od roku 1853 do roku 1910.

## Hrabata (1093–1139)

### Burgundská dynastie
| Portrét | Jméno               | Přízvisko                     | Narození – úmrtí | Období vlády od – do | Titul                                                    |
| ------- | ------------------- | ----------------------------- | ---------------- | -------------------- | -------------------------------------------------------- |
|         | Jindřich Burgundský |                               | 1069–1112        | 1093–1112            | portugalský hrabě                                        |
|         | Tereza Kastilská    |                               | 1080–1130        | 1112–1126            | portugalská hraběnka a regentka za Alfonse Portugalského |
|         | Alfons Portugalský  | Dobyvatel, Zakladatel, Veliký | 1109–1185        | 1112–1139            | portugalský hrabě (od 1128/29) a princ                   |

## Králové

### Burgundská dynastie(1139–1383)
| Portrét | Jméno        | Přízvisko                     | Narození – úmrtí | Období vlády od – do |
| ------- | ------------ | ----------------------------- | ---------------- | -------------------- |
|         | Alfons I.    | Dobyvatel, Zakladatel, Veliký | 1109–1185        | 1139–1185            |
|         | Sancho I.    | Kolonizátor                   | 1154–1211        | 1185–1211            |
|         | Alfons II.   | Tlustý                        | 1185–1223        | 1211–1223            |
|         | Sancho II.   | Zbožný                        | 1207–1248        | 1223–1248            |
|         | Alfons III.  | Boloňan                       | 1210–1279        | 1248–1279            |
|         | Dinis I.     | Hospodář,Rolník               | 1261–1325        | 1279–1325            |
|         | Alfons IV.   | Statečný                      | 1291–1357        | 1325–1357            |
|         | Petr I.      | Spravedlivý                   | 1320–1367        | 1357–1367            |
|         | Ferdinand I. | Pěkný, Nevypočitatelný        | 1345–1383        | 1367–1383            |

### Interregnum(1383–1385)
| Portrét | Jméno                     | Pozvánka                         | Narození – úmrtí | Období vlády od – do |
| ------- | ------------------------- | -------------------------------- | ---------------- | -------------------- |
|         | Eleonora Teles de Menezes | Regentka                         | 1340–1386        | 1383–1383            |
|         | Jan Portugalský           | Regent, od roku 1385 král Jan I. | 1357–1433        | 1383–1385            |

### Avizové(1385–1580)
| Portrét | Jméno     | Přízvisko             | Narození – úmrtí | Období vlády od – do |
| ------- | --------- | --------------------- | ---------------- | -------------------- |
|         | Jan I.    | Dobrý, Veliký         | 1357–1433        | 1385–1433            |
|         | Eduard I. | Výřečný, Král filozof | 1391–1438        | 1433–1438            |
|         | Alfons V. | Afričan               | 1432–1481        | 1438–1481            |
|         | Jan II.   | Dokonalý princ        | 1455–1495        | 1481–1495            |

### Aviz-Beja(1495–1580)
| Portrét | Jméno        | Přízvisko          | Narození – úmrtí | Období vlády od – do |
| ------- | ------------ | ------------------ | ---------------- | -------------------- |
|         | Manuel I.    | Šťastný            | 1469–1521        | 1495–1521            |
|         | Jan III.     | Zbožný, Laskavý    | 1502–1557        | 1521–1557            |
|         | Sebastián I. |                    | 1554–1578        | 1557–1578            |
|         | Jindřich I.  | Cudný              | 1512–1580        | 1578–1580            |
|         | Antonín I.   | Rozhodný, Bojovník | 1531–1595        | 1580–1580            |

### Španělští Habsburkové– personální unie španělsko-portugalská (1580–1640)
| Portrét | Jméno                                  | Přízvisko | Narození – úmrtí | Období vlády od – do |
| ------- | -------------------------------------- | --------- | ---------------- | -------------------- |
|         | Filip I. Portugalský (II. Španělský)   | Moudrý    | 1527–1598        | 1580–1598            |
|         | Filip II. Portugalský (III. Španělský) | Zbožný    | 1578–1621        | 1598–1621            |
|         | Filip III. Portugalský (IV. Španělský) | Veliký    | 1605–1665        | 1621–1640            |

### Braganzové(1640–1853)
| Portrét | Jméno                   | Přízvisko                                    | Narození – úmrtí    | Období vlády od – do |
| ------- | ----------------------- | -------------------------------------------- | ------------------- | -------------------- |
|         | Jan IV.                 | Obnovitel                                    | 1604–1656           | 1640–1656            |
|         | Alfons VI.              | Vítězný                                      | 1643–1683           | 1656–1675            |
|         | Petr II.                | Mírumilovný                                  | 1648–1706           | 1675–1706            |
|         | Jan V.                  | Šlechetný, Portugalský král slunce           | 1689–1750           | 1706–1750            |
|         | Josef I.                | Reformátor                                   | 1714–1777           | 1750–1777            |
|         | Marie I. Petr III.      | Zbožná (v Portugalsku) Bláznivá (v Brazílii) | 1734–1816 1717–1786 | 1777–1816            |
|         | Jan VI.                 | Dobrotivý                                    | 1767–1826           | 1816–1826            |
|         | Petr IV.                | Král-voják, Osvoboditel                      | 1798–1834           | 1826–1826            |
|         | Marie II.               | Vzdělaná                                     | 1819–1853           | 1826–1828            |
|         | Michal I.               | Samovládce, Uchvatitel                       | 1802–1866           | 1828–1834            |
|         | Marie II. Ferdinand II. | Vzdělaná                                     | 1819–1853 1816–1885 | 1834–1853 1837–1853  |

### Dynastie Braganza-Sasko-Koburg-Gotha(1853–1910)
| Portrét | Jméno               | Přízvisko                      | Narození – úmrtí | Období vlády od – do |
| ------- | ------------------- | ------------------------------ | ---------------- | -------------------- |
|         | Petr V.             | Nadějný                        | 1837–1861        | 1853–1861            |
|         | Ludvík I.           | Dobrý, Populární               | 1838–1889        | 1861–1889            |
|         | Karel I.            | Diplomat, Mučedník, Oceánograf | 1863–1908        | 1889–1908            |
|         | Manuel II., v exilu | Vlastenec, Nešťastný, Učenec   | 1889–1932        | 1908–1910            |

## Regenti

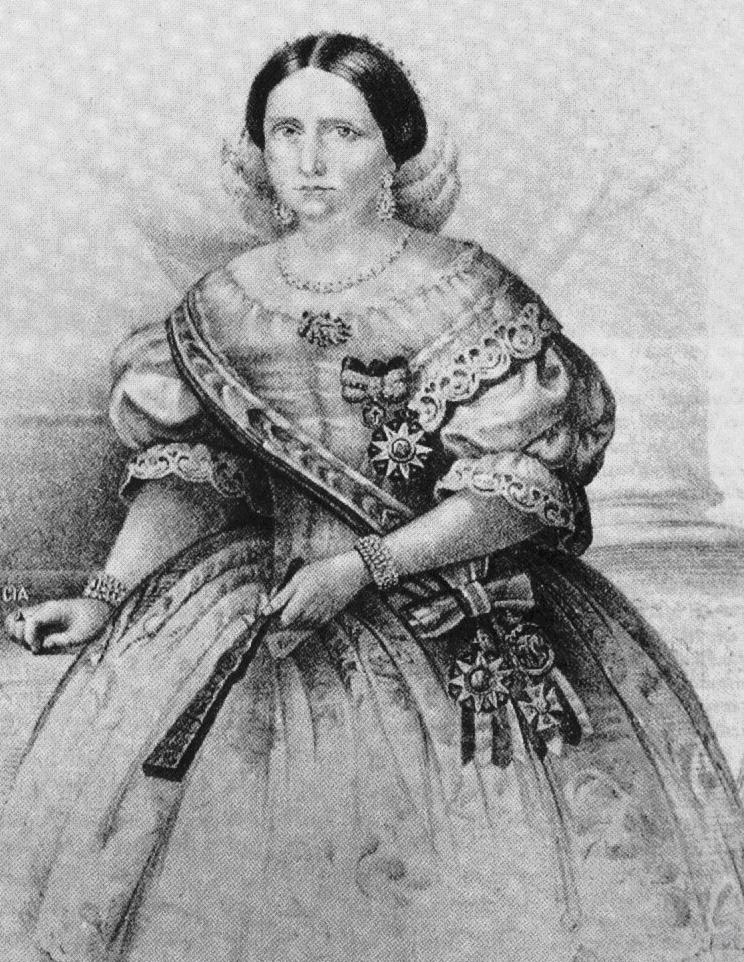
Regentka Isabela Maria z Braganzy.

1. ↑  1438–1439: Eleonora Aragonská, manželka krále Eduarda I. a matka krále Alfonse V.
1439–1448: Petr Portugalský, strýc Alfonse V.
1471–1475: Jana Portugalská, dcera Alfonse V.
2. ↑  1557–1562: Kateřina Habsburská, manželka krále Jana III. a babička krále Sebastiána I.
1562–1568: budoucí král Jindřich I., syn krále Manuel I.
3. ↑  1656–1662: Luisa de Guzmán, matka Alfonse VI.
1667–1683: budoucí král Petr II., bratr Alfonse VI.
4. ↑  1774–1777: Mariana Viktorie Španělská, manželka Josefa I.
5. ↑  1826: Isabela Marie z Braganzy, sestra Petra IV.
6. ↑  1853–1855: bývalý král Ferdinand II., otec Petra V.

## Pretendenti trůnu

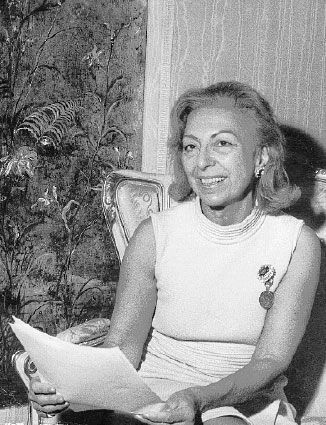
Pretendent Maria Pia Sasko-Koburg-Gotha z Braganzy.

- Manuel II. Portugalský, 1910 až 1932
- Duarte Nuno z Braganzy, 1932 až 1976
- Duarte Pio z Braganzy, od roku 1976